# Bopyroides shiinoi
Bopyroides shiinoi is een pissebed uit de familie Bopyridae. De wetenschappelijke naam van de soort is voor het eerst geldig gepubliceerd in 1991 door Rybakov & Avdeev.